# Fionn Whitehead
Fionn Whitehead (Londres; 18 de julio de 1997) es un actor de origen británico. Debutó en cine en 2017 como protagonista de la cinta Dunkerque, del director Christopher Nolan. También es conocido por interpretar a Stefan Butler en la película interactiva de Netflix Black Mirror: Bandersnatch.

## Biografía
Whitehead nació en Londres. Recibió el nombre de Fionn en honor a la figura legendaria irlandesa Fionn mac Cumhaill. Criado en Richmond, Londres, tuvo conexión con el arte desde niño pues su padre, Tim Whitehead, es músico de jazz. Intentó hacerse una carrera en el breakdance pero desistió, inclinándose por la actuación. Incursionó en el teatro a los 13 años en el Orange Tree Theatre, para luego acudir a un curso de verano en el Teatro Nacional de los Jóvenes. Más adelante, asistió al Orleans Park School y seguidamente, a la Universidad Richmond upon Thames. En 2015, Whitehead trabajó en un café en el suburbio londinense de Waterloo y en 2016 consiguió un papel en la miniserie HIM. También actuó en la obra Natives con el papel de Glenn Waldron.
Luego, hizo una audición para un papel en la película Dunkerque, del director Christopher Nolan, logrando el rol protagonista. Nolan comparó a Whitehead con «un joven Tom Courtenay». También trabajó en The Children Act, película protagonizada por Emma Thompson y Stanley Tucci, y en el drama Caravan, del director Sebastian Schipper. Asimismo, formó parte de la miniserie de televisión Queers que fue estrenada en 2017. Whitehead está asociado a la agencia de talentos United Talent Agency.

## Filmografía

### Cine
| Año  | Título                     | Personaje       | Notas                           |
| ---- | -------------------------- | --------------- | ------------------------------- |
| 2017 | Dunkerque                  | Tommy           | Papel protagonista              |
| 2017 | The Children Act           | Adam Henry      |                                 |
| 2018 | Black Mirror: Bandersnatch | Stefan Butler   | Película interactiva de Netflix |
| 2019 | Roads                      | Gyllen          |                                 |
| 2020 | Don't tell a soul          | Matt            | Papel protagonista              |
| 2020 | The Duke                   | Jackie Bunton   |                                 |
| 2021 | Voyagers                   | Zac             |                                 |
| 2022 | Emily                      | Branwell Brontë |                                 |

### Televisión
| Año  | Título             | Personaje | Notas                                      |
| ---- | ------------------ | --------- | ------------------------------------------ |
| 2016 | Him                | Him       | Miniserie de TV                            |
| 2017 | Queers             | Andrew    | Participación en uno de los ocho monólogos |
| 2020 | Inside No. 9       | Gabriel   | Episodio: "Misdirection"                   |
| 2023 | Great Expectations | Pip       | Miniserie de TV                            |